# Miquel Adrover i Mascaró
Miquel Adrover i Mascaró (Campos, 19 d'agost del 1942) és un arquitecte i escriptor campaner. Com a escriptor, destaquen les seves obres destinades al públic juvenil.
És l'autor de nombroses traduccions publicades durant els seus anys d'estudiant. A més, és el traductor, a partir de les versions francesa i espanyola, del llibre Citacions del president Mao, que es va publicar a Perpinyà sense esmentar-ne el traductor. En total, ha traduït al català 81 obres, la major part del francès, diverses de l'italià, una del castellà, i un llibre tècnic del portuguès.

## Obra publicada

### Narrativa
- La mina abandonada (1968)

### Novel·la
- La marrada (2002)
- Els voltors (2011)
- L'home del dit tallat (2016)

### Descripció i viatges
- Illes Balears (1969)